# پنگوئن بوکس
کتاب‌های پنگوئن (به انگلیسی: Penguin Books) یک مؤسسه نشر کتاب است که در سال ۱۹۳۵ توسط سِر اَلِن لِین (به انگلیسی: Sir Allen Lane) و کریشنا مِنُن (به انگلیسی: Vengalil Krishnan Krishna Menon) در انگلستان تأسیس شد. انتشارات پنگوئن بخاطر کیفیت بالا، صحافی ارزان و فروش بالا در فروشگاه‌های خیابانی ارزان قیمت، انقلابی در صنعت نشر ایجاد کرد. بعدتر گروه پنگوئن بنیان‌گذاری شد.